# World Trade Center (San Marino)
Il World Trade Center di San Marino si trova a Dogana, curazia (frazione) di Serravalle, a soli 100 m dal confine con l'Italia e vicino al torrente Ausa, ed è il centro direzionale della Repubblica. È stato progettato dall'architetto inglese Norman Foster dello studio Foster and Partners con la collaborazione dello Studio Antao della Città di San Marino, è stato inaugurato il 25 giugno 2004 dopo 3 anni di lavori, si estende per 11 piani compreso il solaio e occupa una superficie di 35.000 m² totali, di cui 29.000 m² dell'edificio e 8.500 m² del parcheggio che occupa quattro piani e può ospitare fino a 650 auto. Il World Trade Center è costato 30 milioni di euro.